# Dulka

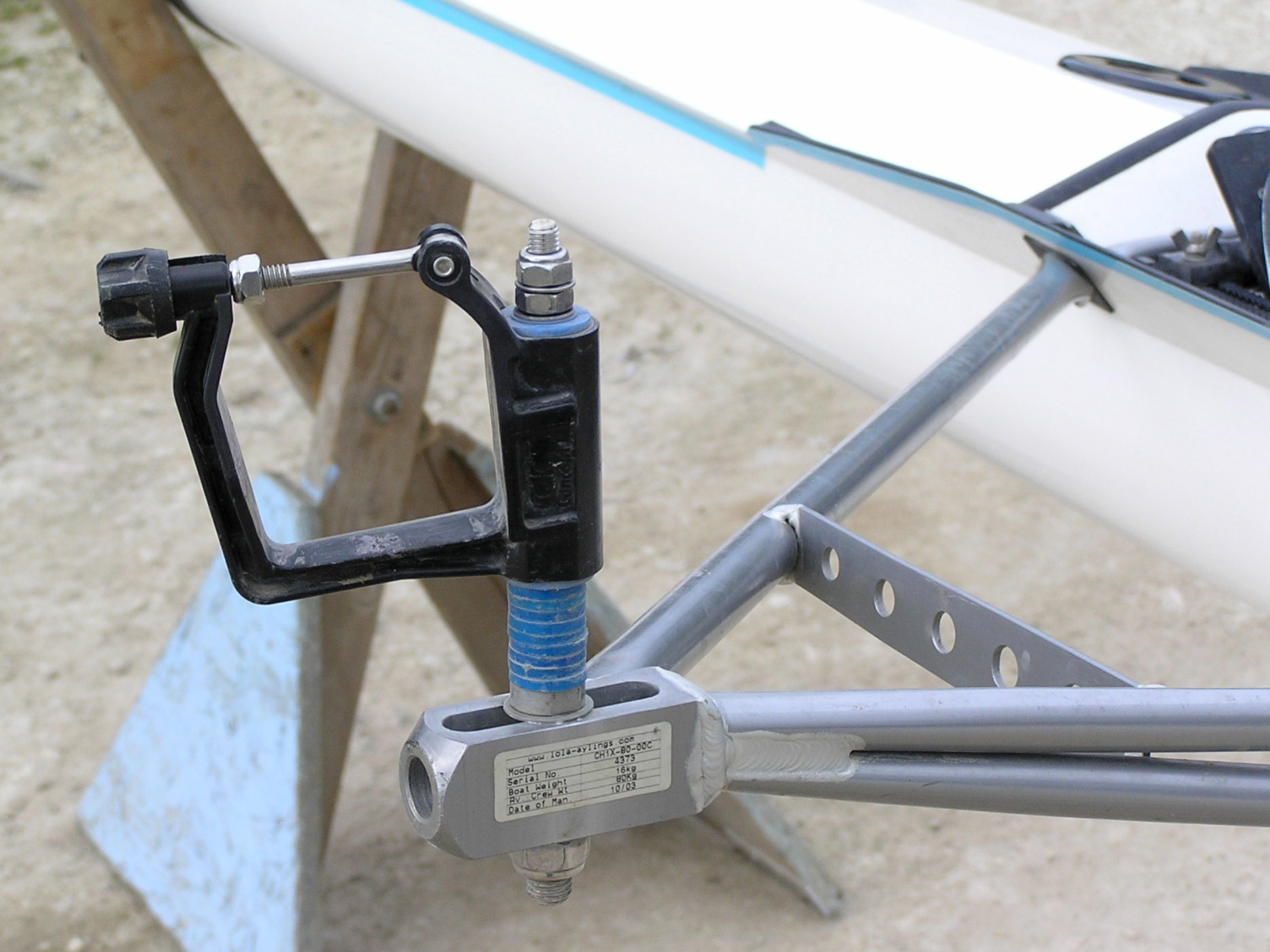
Dulka przykręcona do odsadni

Dulka – część łodzi wioślarskiej służąca do utrzymywania wiosła w odpowiedniej pozycji.
Umieszczona bezpośrednio na burcie (łodzie turystyczne, rybackie) lub na odsadni w łodziach sportowych.
Dawniej wykonywana z drewna, obecnie przeważnie z tworzyw sztucznych. 
Obecnie wykorzystywane dulki sportowe pozwalają na regulowanie kąta nachylenia pióra wiosła w celu optymalizacji wydajności.